# 勇者鬥惡龍大戰
《勇者鬥惡龍大戰》是由Intelligent Systems开发，史克威尔艾尼克斯为任天堂DSi和任天堂3DS的DSiWare下载服务发行的回合制战略电子游戏。游戏是勇者斗恶龙系列作品之一，并沿用了系列的特性。游戏最多支持四名玩家进行本地或联机游戏。游戏由任天堂全资子公司Intelligent Systems开发的消息于2009年5月18日公布。游戏于2009年6月24日在日本发行，2009年9月28日在北美发行，2009年10月9日在PAL区发行。

## 游戏玩法
《勇者鬥惡龍大戰》允许至多四名玩家各使用四只怪物在四边形的战场上互相对战。游戏的战斗限制在5至10回合，玩家通过DS触屏笔进行触点和拖拽来移动单位。给单位下达指令时同样需要通过在下屏幕进行触击和拖拽操作。命令使用颜色编码，其中包括红色（物理攻击）、绿色（恢复）、蓝色（防御）和黄色（咒文）。每个怪兽单位有1至3个红心，这些红心会在受到攻击之下耗尽，当其降到0时怪物将会离开战场。玩家可通过将全部敌方单位击败，或是让自己的一个单位占据敌方巢穴的方法取胜。《勇者鬥惡龍大戰》还有“生存比赛”模式，玩家需要在战斗开始前的有限时间内的设定好全部的移动命令。游戏有六种可控单位：史莱姆、大木槌、小蝙蝠、石巨人、奇美拉和荷依米史莱姆，它们全部都是勇者斗恶龙系列的常见怪兽。

## 开发
史克威尔艾尼克斯在2009年4月28日申请了《勇者鬥惡龍大戰》的商标。游戏由Intelligent Systems开发，这也是在任天堂和史克威尔艾尼克斯的合作中，由Intelligent Systems为史克威尔艾尼克斯在DSiWare服务上设计的6部电子游戏之一。正如大多数其它勇者斗恶龙游戏，《勇者鬥惡龍大戰》由堀井雄二监督，鸟山明和椙山浩一分别负责角色设定和谱曲。制作人犬塚太一称他一直希望创作勇者斗恶龙模拟游戏。开发者想要设计一款“传达乐趣的模拟游戏并且并且为从未玩过模拟游戏的玩家打开一扇门”。Intelligent Systems之前为任天堂开发了畅销模拟游戏Wars和火焰之纹章系列。

## 评价
1UP.com编辑贾斯丁·爱普森将《勇者鬥惡龍大戰》描述为一个图版游戏，并进一步称，如果它是一个图版游戏将会更具娱乐性。他补充道然而这绝对是物有所值的。Wiiloveit.com给出了24/30的高推荐值，并称赞了“惊人的战略数量”以及“强大的”在线模式“将作品带入了生活”。《勇者鬥惡龍大戰》获得了《任天堂力量》年度游戏奖以及年度DSiWare游戏奖的提名。